# 艾海姆
在托爾金傳說故事集的中土大陸裡，艾海姆（Elfhelm ）是洛汗國的東方元帅。
他在《魔戒》的《雙城奇謀》和《王者再臨》以及托爾金死後出版的《未完成的故事》裡出場。
魔戒聖戰時期，艾海姆跟希優德及鄂肯布蘭德一同參與了艾辛河渡口戰役，抵抗入侵洛汗的艾辛格強獸人軍隊。於第二次战鬥中，他和他的部下被迫向东撤退，在那里遇见了白袍甘道夫。經甘道夫的指點，艾海姆隨即帶領部隊前往都城伊多拉斯，以保卫它不被敵人入侵。
洛汗軍隊前往米那斯提力斯支援的途中，艾海姆默许了哈比人梅里跟騎士德海姆共乘一騎。 在之後的帕蘭諾平原戰役上，艾海姆領導了洛汗三个軍團的其中之一。
當伊歐墨帶領大部分的洛汗軍隊前往黑門的時候，艾海姆成為留守米那斯提力斯的三千名洛汗軍隊的指挥官，他率領部下擊败了試圖從安諾瑞安入侵剛鐸的半獸人軍隊。
他並沒有出現在彼得·傑克森的《魔戒三部曲：王者再臨》電影改編裡。